# 宮森セーラ
宮森 セーラ（みやもり せーら、1986年5月7日 - ）（旧名は宮森 幸子）は、日本の女優・女性声優。血液型はAB型。

## 経歴・人物
Baby POP Schoolのアイドルユニットを中心に活動していた。その後女性向けハモリユニット「ECHO (エコー)」を結成。趣味は料理、散歩、ポストカード集め、サイクリング。自転車の名前は「よし子」。
2008年12月に出演する舞台『KOKORO』に「宮森セーラ」と改名して出演。
2013年、生島企画室の所属となる。
2017年9月、『モヤモヤさまぁ～ず2』（テレビ東京）の配信オリジナルコンテンツ「ムチムチさまぁ～ず3」におけるムチムチオーディションにてベストオブムチムチを受賞した。

## 出演作品

### テレビ
- 宮森セーラ育成委員会 けせらセーラ（BS11／2010年4月11日 - ）
- Dream Factory（キッズステーション）
- BS声優特番 田中理恵特集 - 声優役
- 伊東家の食卓（日本テレビ）

### 配信ドラマ
- 雨が降ると君は優しい 第2話（2017年9月16日、Hulu）[3]

### ゲーム
- オンラインゲーム みんなでバトル! - 錬金術師役

### ラジオ
- アキバのお時間! - 準レギュラー
- BPSへようこそ！（アニスタ.TV） - レギュラー
- あいまいなオカピ（ラジオ大阪） - アシスタント
- 吉田沙織の超ラジ!Rookie（文化放送） - ゲスト
- サイキックラバーのポンバシにかける橋（ラジオ大阪）- ゲスト
- MOZAIKU NIGHT〜No.1 Music Factory〜（bayfm） - ゲスト

### 映画
- ウィンキーズホース - マイカ・コールおばさん役（他3役）
「ウィンキーズホース」は、東京国際映画祭（六本木ヒルズ）・キンダー・フィルム・フェスティバル (東京)（青山円形劇場）にて生アテレコが行われた。

### イベント
- 毎月1回、「Baby POP School」のイベントを開催
- ガールズグラウンドレスリングVol.1 2009年7月31日 出演
- ガールズグラウンドレスリングVol.2 2009年9月26日 出演

### ライブ
- 2008年5月16日 - 17日：花*萌えぷろ「さくらんぼ新曲発表ライブ」ゲスト出演
- 2008年9月22日：声優「小尾元政バースデイライブ」シークレットゲストとして出演。
シークレットゲスト→ 宮森幸子／野島健児／阪口大助／bless4
- 2009年3月20日：「メイドルパーティ」at芝浦cubu326ゲスト出演
- 2009年5月27日：「LUZ Vol.2」at赤坂MOVE （ユニットechoとして出演）
- 2009年7月11日：「ちかろぐおふらいん」出演
- 2009年7月19日：「LUZ Vol.4」at赤坂MOVE（ユニットechoとして出演）

### 舞台
- ACTORS WIZ第13回公演『夜も眠れず〜人には誰も、天命がある〜』（2008年7月23日 - 27日）
- Air studioプロデュース公演
  - 「GO.JET!GO!GO!〜浮気なJETのパレットキャット〜」（2008年9月11日 - 15日）
  - 「KEIKI〜夏目漱石推理帳〜」（2008年10月30日 - 11月3日）
  - 「GO.JET!GO!GO!〜Mr.mOOoon Light〜」（2009年2月12日 - 16日）
  - 「SAKURA」（2009年3月12日 - 16日）
  - 「KIRA」（2009年4月9日 - 13日）
  - 「GO.JET!GO!GO!SPECIAL STAGE」（2009年4月30日 - 5月11日）
「GO.JET!GO!GO!〜浮気なJETのパレットキャット〜」「GO.JET!GO!GO!〜Last Dance For Me!Me!Meee!〜」2作品出演
  - 「六畳一間で愛してる」（2009年8月13日 - 17日）
  - 「GO,JET!GO!GO!Vol.5 〜涙のドライマティーニ ガールズにライバル出現!?〜」（2012年7月18日 - 29日、アクアスタジオ）
  - 「PRIDE」（2013年1月24日 - 28日、アクアスタジオ）
  - 「GO,JET!GO!GO!Vol.6 〜追憶のブルージーン・クリスマス〜」（2013年12月17日・23日）
- 劇団MMC Vol.24 オリジナルミュージカル「KOKORO〜fromサンタ〜」（2008年12月23日-24日）
- ぱんぽんちょ vol.3「演劇ヒーローCATMAN」（2009年7月2日 - 5日）
- アリスインプロジェクト「時空警察ヴェッカーχ 彷徨のエトランゼ」（2012年6月20日 - 24日、六行会ホール）

### ウェブテレビ
- モヤモヤさまぁ～ず２（配信オリジナル）ムチムチさまぁ～ず３初代ベストオブムチムチ（2017年8月20日 - 9月24日、ネットもテレ東、テレビ東京YouTube  ch）

### 雑誌
- 声優アニメディア volum12
- 声優グランプリ - 2007年8月号・10月号・11月号
- アニカンR - コラム